# 理文足球会
理文足球会（りぶんそくきゅうかい、リーマンFC、英語: Lee Man Football Club）は、香港西貢区将軍澳を本拠とするサッカークラブである。2017年に設立されて香港プレミアリーグに参戦している。中華人民共和国江蘇省常熟市に本拠を置く理文化工 (Lee & Man Chemical) がオーナー企業である。

## 歴史
理文化工は2016-17シーズンに香港レンジャーズのスポンサーとなって「理文流浪」と自社の名を冠することで間接的に香港プレミアリーグに参戦したが、翌2017-18シーズンからは自前のチームでの参戦を決断し、2017年6月19日に理文足球会を設立。この際、港科大との提携の道筋をつけ、また西貢区住民との協力態勢の強化を狙った。また、ホームスタジアムを将軍澳運動場とし、トレーニングは西貢鄧肇堅運動場を使用したが、訓練施設は後に将軍澳サッカー訓練センターに移転する。
香港プレミアリーグ参戦最初の2シーズンは振るわなかったものの、2018年5月21日に香港代表やマカオの代表監督を務めた陳曉明を監督に招聘すると、成績が徐々に上がっていき、2018-19シーズンはサプリングカップで優勝、2019-20シーズンは香港シニアシールドで準優勝、プレミアリーグは4位で終えてAFCカップ2021出場権を獲得した。2020-21シーズンはプレミアリーグ3位でAFCカップに2年連続で出場を果たした。
そして2022-23シーズンはプレミアリーグ2位となり、AFCチャンピオンズリーグ2023/24に予選からの参加が決定。
2023年8月16日に行われた予選ラウンドの対バリ・ユナイテッドFC戦を5-1で大勝しプレーオフラウンドに進出。グループステージ進出を目指し、前回大会王者の浦和レッズと対戦したが、0-3で完敗し本戦出場とはならなかった。

## 現所属メンバー
2024年3月22日現在
注：選手の国籍表記はFIFAの定めた代表資格ルールに基づく。
| No. | Pos. |              | 選手名                 |
| --- | ---- | ------------ | ---------------------- |
| 1   | GK   | 香港         | 高俊                   |
| 2   | DF   | 香港         | フェルナンド・レシオ   |
| 3   | DF   | 香港         | 徐宏傑                 |
| 4   | DF   | 日本         | 立花稜也               |
| 5   | DF   | 香港         | 余煒廉                 |
| 6   | MF   | 香港         | 胡晋銘                 |
| 7   | MF   | オランダ     | ミッチェル・パウリセン |
| 8   | FW   | ブラジル     | エヴェルトン・カマルゴ |
| 9   | FW   | エストニア   | ヘンリ・アニエル       |
| 10  | MF   | アルゼンチン | ジョナタン・アコスタ   |
| 11  | FW   | 香港         | 鄭兆均                 |
| 13  | DF   | 香港         | 李毅凱                 |
| 14  | DF   | スペイン     | ホセ・アンヘル         |
| 15  | DF   | 香港         | 馮慶燁                 |

| No. | Pos. |          | 選手名                     |
| --- | ---- | -------- | -------------------------- |
| 16  | MF   | 香港     | 顏楽楓                     |
| 17  | FW   | 香港     | 張熹延                     |
| 18  | MF   | 香港     | 許可臻                     |
| 19  | DF   | 香港     | 余沛康                     |
| 20  | FW   | ブラジル | パウリーニョ・シミオナート |
| 23  | MF   | 香港     | 黄威                       |
| 25  | GK   | 香港     | 潘尚希                     |
| 26  | DF   | 香港     | 黄俊皓                     |
| 28  | GK   | 香港     | 陳嘉豪                     |
| 32  | DF   | 香港     | ドゥドゥ                   |
| 33  | MF   | 香港     | ジエゴ・エリ               |
| 88  | GK   | 香港     | 袁皓俊                     |
| 91  | FW   | ブラジル | ジウ                       |

## 歴代所属選手
- 孫民哲 2017-2018
- マット・ラム 2018
- 白智勲 2018-2019
- 金承龍 2021-2022
- 中村祐人 2020-2023